# روي ميغيل رودريغوس كاردوسو
روي ميغيل رودريغوس كاردوسو (17 فبراير 1994 - ) هو لاعب كرة قدم برتغالي في مركز الدفاع.

## وصلات خارجية
- روي ميغيل رودريغوس كاردوسو على موقع قاعدة بيانات كرة القدم.إي يو (الإنجليزية)
- روي ميغيل رودريغوس كاردوسو على موقع Soccerway.com (الإنجليزية)